# Abduction - Riprenditi la tua vita
Abduction - Riprenditi la tua vita (Abduction) è un film del 2011 diretto da John Singleton.
Film statunitense, l'ultimo di Singleton prima della sua morte nel 2019, è stato pubblicato da Lionsgate il 23 settembre 2011. Al momento dell'uscita, il film è stato criticato, con molti che hanno giudicato la sceneggiatura del film, le prestazioni del cast (specialmente quella di Lautner) e il ritmo. Il film ha incassato 82 milioni di dollari in tutto il mondo rispetto al suo budget di produzione di 35 milioni di dollari. È stato nominato per un Golden Reel Award per il dialogo e l'ADR in un lungometraggio.

## Trama
Il liceale diciottenne Nathan Harper vive nei sobborghi di Pittsburgh, in Pennsylvania, con i genitori Kevin e Mara, ma ha la sensazione di vivere la vita di un'altra persona e viene seguito regolarmente dalla psichiatra Geraldine "Geri" Bennett che lo ha in cura.
Un giorno, Nathan viene accoppiato con la sua coetanea Karen Murphy per un progetto scolastico riguardante persone scomparse. Quando però su un sito web di persone scomparse trova una fotografia che lo ritrae da bambino, e che porta un altro nome, Steven Price, Nathan ritiene di essere stato adottato. Tornato a casa, chiede alla madre se il fatto è vero, e trova la conferma dei suoi sospetti. In quel momento, in casa giungono due uomini del Dipartimento di Giustizia Giovanile di Bridgewater; Mara ha dei sospetti al riguardo, ma sia lei che il marito vengono da loro uccisi, al che Nathan è costretto a scappare, salvo poi rientrare per andare a salvare Karen appena vede che è stata rapita. Riesce a salvarla, ma mentre cerca di scoprire chi sono i due intrusi, esce di nuovo di casa a causa di una bomba. Karen rimane ferita nell'esplosione, e viene dunque portata da Nathan all'ospedale; Nathan cerca poi di contattare la polizia, ma la chiamata viene intercettata da Frank Burton, agente della CIA, che ha appena mandato due uomini per prelevarlo, essendo il ragazzo in pericolo, e Nathan riesce a scappare insieme a Karen grazie alla dottoressa Bennett.
Burton spiega a Nathan/Steven che, quando egli aveva tre anni, il suo padre biologico Martin Price aveva rubato una lista decriptata di 25 agenti corrotti della CIA da Nikola Kozlow, un terrorista serbo; saputo del fatto, Kozlow pianificò di rapire Nathan per costringere Martin a restituirgli la lista, e quando Martin diede il figlio in cure a Kevin e Mara, i genitori adottivi, Kozlow usò il sito per dichiarare Nathan come il figlio scomparso Steven Price per farlo trovare. Il Dr. Bennet dà a Nathan un indirizzo per un luogo sicuro ad Arlington, in Virginia, e gli chiede di fidarsi solo di Martin e di un uomo chiamato Paul Rasmus, che vive nel Nebraska. Intanto, Burton viene incaricato dal suo superiore di terminare la situazione il più in fretta possibile una volta che scopre che Bennet è in realtà un ex-agente della CIA.
Giunti ad Arlington, Nathan e Karen prendono i soldi, una pistola, una foto di Lorna Price, la madre biologica di Nathan, e un cellulare; Karen lo usa per chiamare la sua famiglia, ma la chiamata viene intercettata da Burton e dalla CIA, così come da Kozlow, costringendo i due a scappare. Trovando l'indirizzo della madre biologica, i due scoprono che si tratta di un cimitero e che Lorna è deceduta, al che i due trovano dei fiori nuovi per la tomba di Lorna, mandati da Paul Rasmus. I due prendono poi un treno per raggiungere il Nebraska usando delle carte d'identità false donate loro da un loro amico, Gilly, e si scambiano un bacio durante il viaggio. A loro insaputa, però, il braccio destro di Kozlow li pedina e riesce a rapire Karen, che viene legata e imbavagliata ma poi approfitta della sua assenza per liberarsi. Nathan viene raggiunto dallo sgherro e dopo un duello lo butta fuori dalla finestra del treno. Burton e la sua squadra rintracciano gli scagnozzi di Kozlow e iniziano subito a dargli la caccia, salvo poi venire attaccati dai cecchini del serbo.
Dopo che Burton spiega a Nathan che i dati rubati da Martin potrebbero contenere il nome di Burton sulla lista nera. Nathan e Karen scappano in macchina, ma Kozlow li chiama e afferma di aver rapito i genitori di Karen, che lascerà andare soltanto se Nathan gli restituisce i dati; Nathan riesce a combinare con il terrorista una transizione che avverrà al PNC Park, stadio della squadra di baseball dei Pittsburgh Pirates. Una volta presi i biglietti per lo stadio e una pistola, Nathan incontra Kozlow al luogo dell'incontro. Il serbo afferma di aver ucciso Lorna dopo che si era rifiutata di dirgli dove si trovava il marito Martin; ruba poi da Nathan la pistola e lo minaccia ordinandogli di dargli la lista, ma Nathan scappa inseguito da Kozlow, a sua volta inseguito dagli agenti della CIA. Durante la fuga, Nathan riceve una chiamata da Martin, che gli consiglia di raggiungere il parcheggio a sud; Nathan segue il consiglio e Martin appare dal nulla e uccide Kozlow. Burton arriva sul posto con i suoi agenti e chiede a Martin di consegnargli il cellulare, ma questi se lo tiene per sé e afferma di aver già avvertito i suoi superiori sulla corruzione di Burton, che viene dunque preso in custodia. Martin chiama di nuovo Nathan e gli chiede scusa per non essere stato il padre che avrebbe dovuto essere; quando Nathan gli chiede di farsi vedere, Martin rifiuta, ma gli assicura che sia lui che Karen sono salvi e poi sparisce nel nulla.
Bennet raggiunge Karen e afferma che rimarrà con Nathan finché egli non deciderà cosa vuole fare della sua vita. Il film si conclude con Nathan e Karen che escono insieme per un appuntamento.

## Distribuzione
Il film è stato proiettato nelle sale americane a partire dal 23 settembre 2011, mentre in Italia a partire dal 7 ottobre dello stesso anno. In Svizzera italiana il film è stato trasmesso in prima visione TV su RSI LA1, mentre in chiaro su Cielo, su Canale 9 (del circuito nazionale 7 Gold) e anche sullo stesso circuito nazionale.

## Riconoscimenti
- Teen Choice Awards - 2012
  - Teen Choice Awards for Choice Movie – Action